# Инверзни Фарадејев ефекат
Инверзни Фарадејев ефекат је супротан Фарадејевом ефекту, дакле, појава статичке магнетизације у материји под утицајем циркуларно поларизованог електромагнетног таласа. Код Фарадејевог ефекта статичко магнетско поље изазива ротацију поларизационе равни линеарно поларизованог таласа. Овде, обрнуто, циркуларно поларизовани талас, дакле, талас који собом носи ротацију (угаони момент) у диелетричном материјалу изазива појаву магнетизације.
Статичка магнетизација, {\displaystyle {\vec {M}}(0)}, индукована ротирајућим електричним пољем циркуларно поларизованог електромагнетног таласа је пропорционална векторском производу електричних компонената електромагнетног таласа, {\displaystyle {\vec {E}}} и {\displaystyle {\vec {E}}^{*}}:
{\displaystyle {\vec {M}}(0)\propto [{\vec {E}}(\omega )\times {\vec {E}}^{*}(\omega )]}.
Из једначине видимо да циркуларно поларизована светлост са фреквенцијом {\displaystyle \omega } индукује магнетизацију дуж таласног вектора {\displaystyle {\vec {k}}}. При томе магнетизација мења смер са променом знака циркуларне поларизације.